# Jiří Rohan
Jiří Rohan (* 13. prosince 1964 Praha) je bývalý český a československý vodní slalomář, kanoista závodící v kategorii C2. Jeho partnerem v lodi byl Miroslav Šimek.
Na mistrovstvích světa získal čtyři zlaté (C2 – 1993; C2 družstva – 1985, 1993, 1995), pět stříbrných (C2 – 1991; C2 družstva – 1987, 1989, 1991, 1997) a jednu bronzovou medaili (C2 – 1997). Z evropských šampionátů má jedno stříbro z roku 1996 z individuálního závodu C2. V letech 1990–1995 vyhrál šestkrát celkové pořadí Světového poháru v kategorii C2. Dvakrát startoval na letních olympijských hrách, v Barceloně 1992 získal stříbro, stejný cenný kov vybojoval i v Atlantě 1996.
Jeho syn Lukáš je rovněž vodním slalomářem.